# Korio-saram
Korio-saram (ros. Корё-сарам, kor. 고려 사람, MCR Koryŏ saram) – Koreańczycy zamieszkujący kraje byłego Związku Radzieckiego.

## Etymologia
Słowo Korio w „Korio-saram” pochodzi od nazwy państwa koreańskiego po rządami dynastii Goryeo (MCR Koryŏ) od 918 do 1392 roku naszej ery, od której wywodzi się również używane między innymi w języku polskim słowo „Korea”, natomiast słowo „saram” można przetłumaczyć na język polski jako: „człowiek”, „ludzie”, „naród”.
Do roku 1991 w Związku Radzieckiego na określenie Korio-saram używano nazwy Radzieccy Koreańczycy (ros. Советские корейцы), natomiast po rozpadzie Związku Radzieckiego pod koniec 1991 roku i powstaniu 15 nowych niepodległych państw, powstały nowe formy odpowiadające przynależności do tych bytów politycznych, takie jak: Rosyjscy Koreańczycy (ros. Российские корейцы), Kazachscy Koreańczycy (kaz. Қазақстандағы корейлер) i tym podobne.
Na obszarze postradzieckim można spotkać się określeniem Korio-saram pod ogólną etykietą Koreańczycy (ros. корейцы); w tym użyciu nie ma jednak rozróżnienia między etnicznymi Koreańczykami narodowości lokalnej a Koreańczykami (obywatelami Korei Północnej lub Południowej).

## Liczebność
Obecnie społeczność Korio-saram obejmuje około 500 000 etnicznych Koreańczyków zamieszkujących kraje byłego Związku Radzieckiego, głównie w państwach Azji Środkowej oraz Federacji Rosyjskiej i na Ukrainie.

### W Rosji
Mniejszość koreańska w Rosji zamieszkuje głównie obszar południowej Rosji (wokół Wołgogradu), rosyjskiego Dalekiego Wschodu (wokół Władywostoku) oraz Kaukazu Północnego.
Spis ludności z 2002 roku wykazał, że Rosję zamieszkiwało 148 556 Koreańczyków, z czego 75 835 stanowili mężczyźni, a 72 721 stanowiły kobiety. Ponad połowa z nich mieszkała w azjatyckiej części Rosji.
Natomiast spis ludności z 2010 roku wykazał, że Rosję zamieszkuje 153 156 Koreańczyków, tym razem ponad połowa mieszkała w europejskiej części Rosji, jednak Dalekowschodni Okręg Federalny wciąż pozostaje Okręgiem Federalnym z największą liczbą Koreańczyków.
Według spisu ludności z 2021 roku, Rosję zamieszkiwało 87 819 etnicznych Koreańczyków.
Tamtejsza ludność koreańska wywodzi się z różnych źródeł. Oprócz repatriantów z państw Azji Środkowej oraz Koreańczyków z Sachalinu, region Rosyjskiego Dalekiego Wschodu w mniejszym zamieszkują północnokoreańscy robotnicy tymczasowi oraz imigranci z Korei Południowej i etniczni Koreańczycy z Chin, którzy przybyli na Rosyjski Daleki Wschód w celu osiedlenia się, prowadzenia biznesu, działalności religijnej oraz handlu transgranicznego.

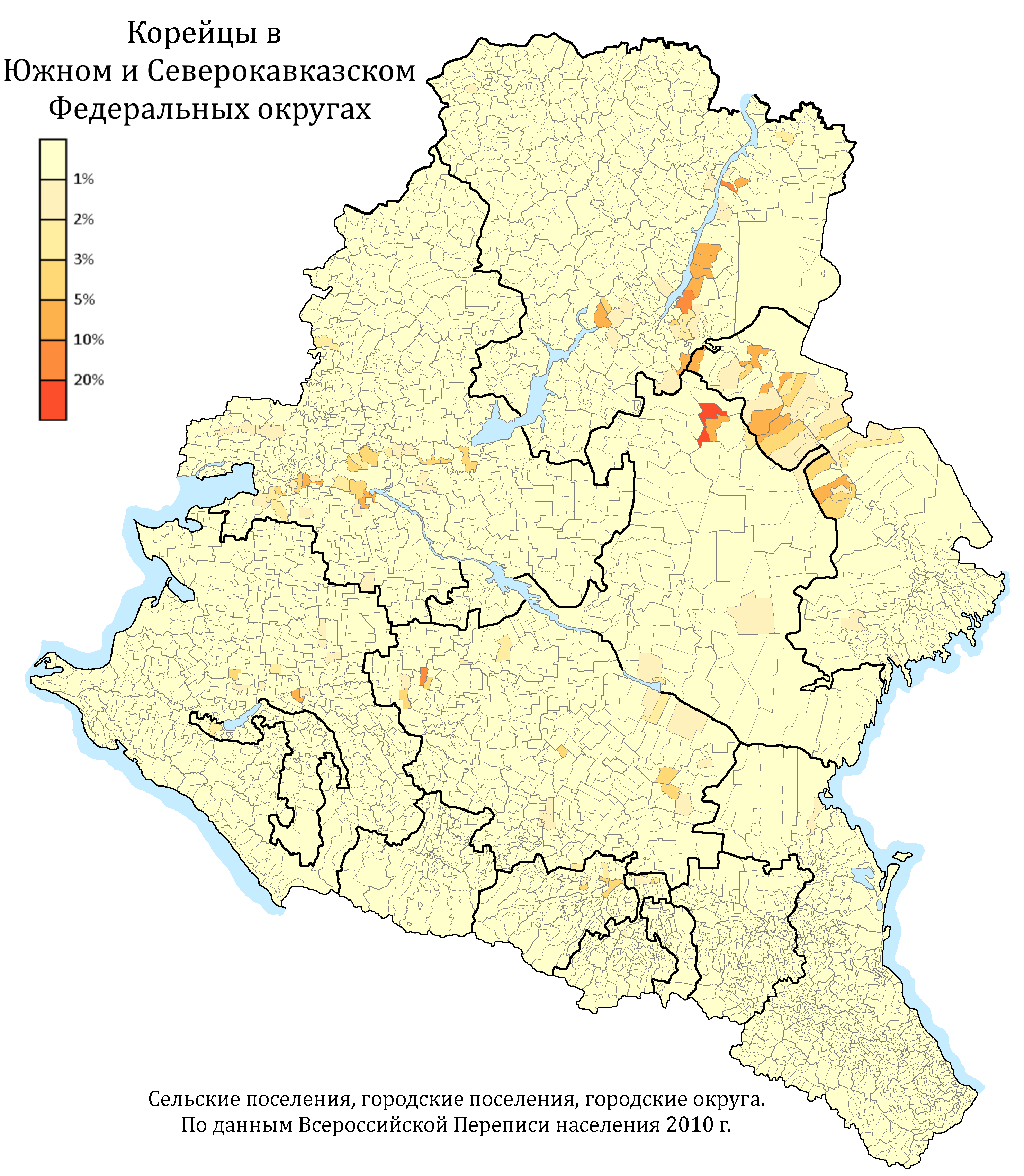
Korio-saram w Południowym oraz Północkokaukaskim Okręgu Federalnym wg spisu z 2010 roku.

Korio-saram w Dalekowschodnim Okręgu Federalnym wg spisu z 2010 roku.

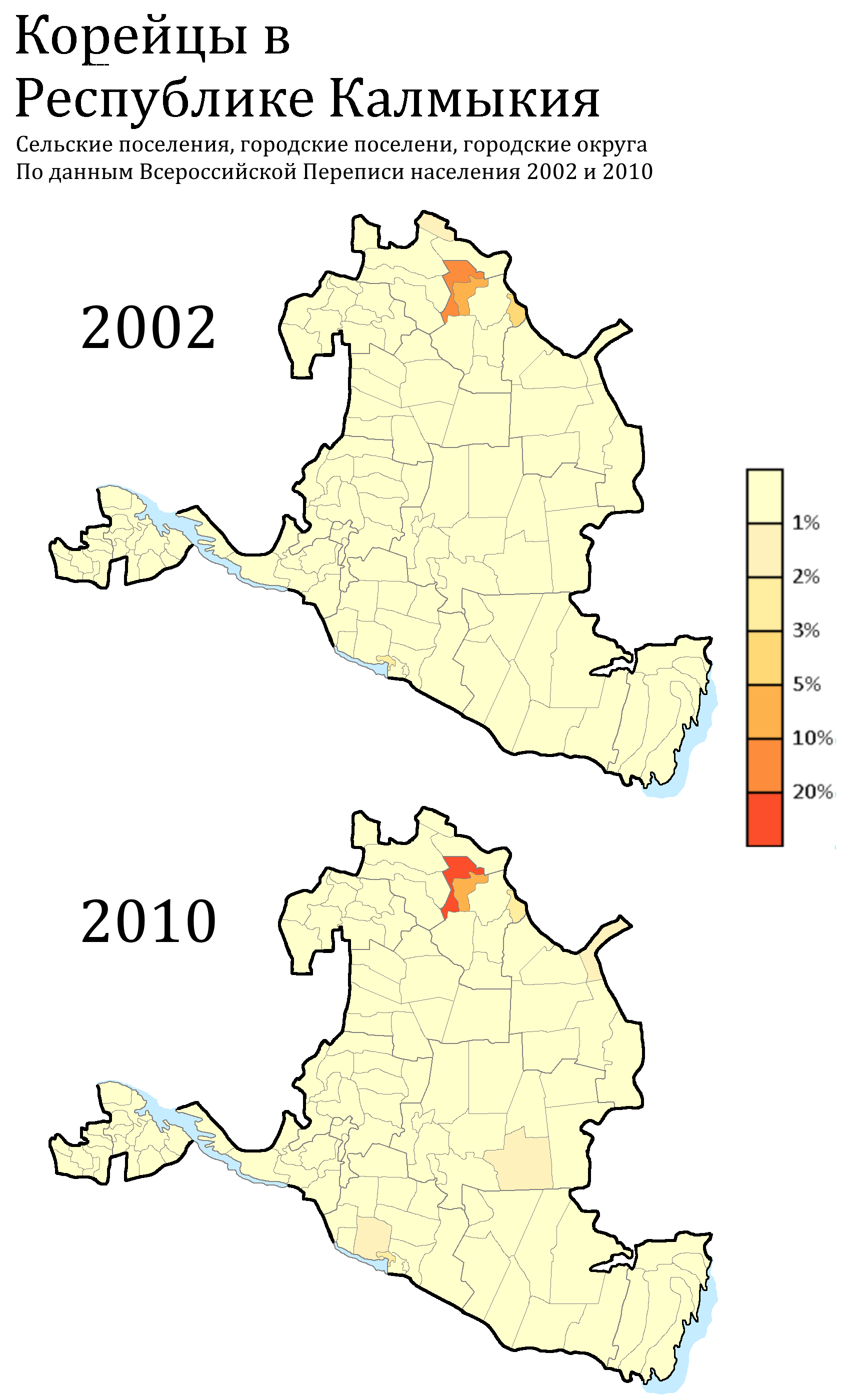
Korio-saram w Republice Kałmucji wg spisu z 2002 oraz 2010 roku.

#### Koreańczycy z Sachalinu
Istnieją również duże społeczności Koreańczyków, którzy zostali przymusowo przesiedleni z półwyspu koreańskiego na południową część wyspy Sachalin podczas japońskiej okupacji Korei, zwykle określani jako Koreańczycy z Sachalinu (ros. Сахалинские корейцы, kor. 사할린 한인). Niektórzy z nich mogą identyfikować się jako Korio-saram, ale wielu z nich uważa się za odrębną grupę etniczną.
W przeciwieństwie do społeczności koreańskiej na rosyjskim lądzie stałym, wywodzącej się głównie z Koreańczyków, którzy przybyli pod koniec XIX wieku i na początku XX wieku (głównie z północno-wschodniej części Półwyspu Koreańskiego), przodkowie Koreańczyków z Sachalinu byli przesiedleńcami z okupowanej przez Japończyków Korei – głównie z południowych prowincji.
Na przełomie lat 30. i 40. XX w byli oni przymusowo wysiedlani na Sachalin do pracy w kopalniach węgla w celu uzupełnienia niedoborów siły roboczej spowodowanych wojną na Pacyfiku.
Po 1945 roku, kiedy południowa część Sachalinu została przyłączona do ZSRR, kilkadziesiąt tysięcy koreańskich robotników przymusowych zostało obywatelami Związku Radzieckiego.
|                                   | Ogólnorosyjski spis ludności 2002 | Ogólnorosyjski spis ludności 2010 | Ogólnorosyjski spis ludności 2021 |
| --------------------------------- | --------------------------------- | --------------------------------- | --------------------------------- |
| Federacja Rosyjska                | 148 556                           | 153 156                           | 87 819                            |
| według okręgów federalnych:       |                                   |                                   |                                   |
| Centralny Okręg Federalny         | 16 720                            | 21 779                            |                                   |
| Północno-Zachodni Okręg Federalny | 6 903                             | 7 000                             |                                   |
| Południowy Okręg Federalny        | 39 031                            | 40 191                            |                                   |
| Nadwołżański Okręg Federalny      | 9 088                             | 12 215                            |                                   |
| Uralski Okręg Federalny           | 4 071                             | 3 805                             |                                   |
| Syberyjski Okręg Federalny        | 10 797                            | 11 193                            |                                   |
| Dalekowschodni Okręg Federalny    | 61 946                            | 56 973                            |                                   |

## Historia

### Imperium Rosyjskie
Ekspansja terytorialna Rosji doprowadziła do tego, że w 1860 roku Cesarstwo Chińskie dynastii Qing straciło Terytorium obecnego Kraju Nadmorskiego na rzecz Imperium Rosyjskiego.
W 1861 roku pojawiła się granica rosyjsko-koreańska.
Nabrała ona od razu znaczenia strategicznego, gdyż zbieg granic Rosji i Korei izolował Chiny od dostępu do wód Morza Japońskiego.
W 1860 roku pierwsze 761 koreańskich rodzin, liczących 5310 osób, przekroczyło rzekę Tuman, by zająć wolne tereny w tym zakątku mandżurskich Chin, ale z dnia na dzień trafiło do Rosji na mocy postanowień traktatu pekińskiego.
Migracja Koreańczyków do Rosji trwała do początku lat 30, nie powstrzymała jej nawet rewolucja. Bodźcem dla Koreańczyków do migracji do Rosji były niedostatek ziemi w Korei, życzliwe nastawienie rosyjskich urzędników do migrantów oraz japońska okupacja Korei od 1905 roku.

### Rosja Radziecka/ZSRR
Do 1917 r. Rosję zamieszkało ok. 100 tys. Koreańczyków, a w Kraju Nadmorskim stanowili oni prawie jedną trzecią ogółu ludności (w okręgu Posjetskim do 90% ludności). Koreańczycy zwarcie żyli na terytorium współczesnego Kraju Nadmorskiego na długo przed pojawieniem się pierwszych rosyjskich kolonistów, ale większość Koreańczyków wyemigrowała do Kraju Nadmorskiego w drugiej połowie XIX wieku. Przesiedleńcy aspirowali do zostania poddanymi Imperium Rosyjskiego.

### Wojna domowa
Wielu Koreańczyków brało udział w wojnie domowej, kiedy utworzono z nich komunistyczne oddziały partyzanckie. W marcu 1921 roku powstała Koreańska Rewolucyjna Rada Wojskowa (KRRW), na czele której stanął Nestor Kalandariszwili, nie dowodził on jednak wówczas wszystkimi koreańskimi partyzantami, gdyż w marcu 1921 roku w Dalekowschodniej Republice Wojskowej analogicznie do KRRW wybrano Koreańską Radę Wojskową (KRW).
Zjednoczeni partyzanci sachalińscy pod wodzą Ilji Charitonowicza Paka, podporządkowani Koreańskiej Radzie Wojskowej, odmówili podporządkowania się Koreańskiej Rewolucyjnej Radzie Wojskowej.
Ludowa Armia Rewolucyjna podjęła próbę rozbrojenia partyzantów i w wyniku incydentu na Amurze zginęło od 118 do 400 partyzantów (wielu utonęło w rzece Zeja).
W listopadzie 1921 roku Komintern powołał komisję śledczą w sprawie incydentu na Amurze. W wyniku śledztwa zatrzymani Koreańczycy zostali ułaskawieni.

### Deportacja
W roku 1937 Stalin deportował około 200 tys. Koreańczyków do Kazachstanu i Uzbekistanu, jako potencjalnych szpiegów Japonii.
Przed deportacją w 1937 roku na obszarze obecnego Kraju Nadmorskiego istniały dwa ogólnokrajowe okręgi koreańskie i 77 ogólnokrajowych koreańskich rad wiejskich, około 400 szkół koreańskich, koreańskie kolegium pedagogiczne, koreański instytut pedagogiczny we Władywostoku oraz koreański teatr, wydawano sześć czasopism i siedem gazet w języku koreańskim.
W 1990 roku przewodniczący sekcji literatury koreańskiej Związku Pisarzy Uzbekistanu Ugaj Dieguk, wystąpił w 1990 roku do Gorbaczowa, sekretarza generalnego, przewodniczącego Rady Najwyższej ZSRR, z wnioskiem o utworzenia koreańskiej republiki autonomicznej w Kraju Nadmorskim.
Rehabilitacja radzieckich Koreańczyków
1 kwietnia 1993 r. dekret Rady Najwyższej Federacji Rosyjskiej uznał akty przyjęte od 1937 r. wobec Koreańczyków radzieckich za nielegalne i w efekcie zrehabilitował Koreańczyków jako ofiary represji politycznych.
Radzieccy Koreańczycy zajmowali pierwsze miejsce w liczbie bohaterów pracy socjalistycznej na 1000 osób wyróżnionych tytułem „Bohatera Pracy Socjalistycznej ZSRR” 206 to przedstawiciele Korio-saram.
Po upadku ZSRR Koreańczycy z republik Azji Środkowej w większości wyemigrowali do Rosji i na Ukrainę oraz w mniejszym stopniu do Korei Południowej.

## Język
Początkowo przodkowie obecnych Korio-saram używali północno-wschodniego dialektu wywodzącego się z prowincji Hamgyŏng. Z czasem pod wpływem języka rosyjskiego dialekt ten wyewoluował i powstała jego nowa odmiana nazywana Korio-mar (ros. Корё мар, kor. 고려말) ze względu na szerokie rozprzestrzenienie geograficzne w różnych regionach język ten cechuje rozdrobnienie na wiele mniejszych dialektów które w różnym stopniu odbiegają od literackiego języka koreańskiego (zarówno od dialektu seulskiego, jak i dialektu pjongjańskiego), później, w wyniku likwidacji koreańskich instytucji narodowo-kulturalnych, większość Koreańczyków uległa asymilacji językowej.
W dzisiejszych czasach dla większości Korio-saram język rosyjski jest językiem ojczystym, tylko nieliczni przedstawiciele starszego pokolenia aktywnie korzystają z dialektu Korio-mar jako pierwszego języka codziennej komunikacji w związku z tym dialektowi grozi wymarcie.
Korio-saram używają również lokalnych języków posiadających status języka urzędowego w nowo powstałych państwach po rozpadzie Związku Radzieckiego, takich jak: uzbecki, kazachski i tak dalej.
Korio-mar nie jest językiem ojczystym dla Koreańczyków z Sachalinu, którzy posługują się dialektami południowokoreańskimi.

## Kuchnia
Tradycyjna kuchnia Korio-saram, oparta na kuchni północnych regionów Korei (w szczególności prowincji Hamgyŏng) przeszła znaczną metamorfozę w czasie, gdy Koreańczycy mieszkali w Imperium Rosyjskim i Związku Radzieckim, dostosowując się do obecności i braku pewnych składników.
W rezultacie powstało wiele potraw, które nie mają odpowiedników w kuchni północnej i południowej Korei, np. marchew po koreańsku.
Niektóre rosyjskie potrawy są również gotowane i spożywane w osobliwy dla Koreańczyków sposób, np. do barszczu wkłada się ugotowany ryż.
Współcześni Korio-saram, nawet ci, którzy mieszkają poza Azją Centralną, często włączają do swojej codziennej diety niektóre potrawy środkowoazjatyckie (przede wszystkim Pilaw i Manti).

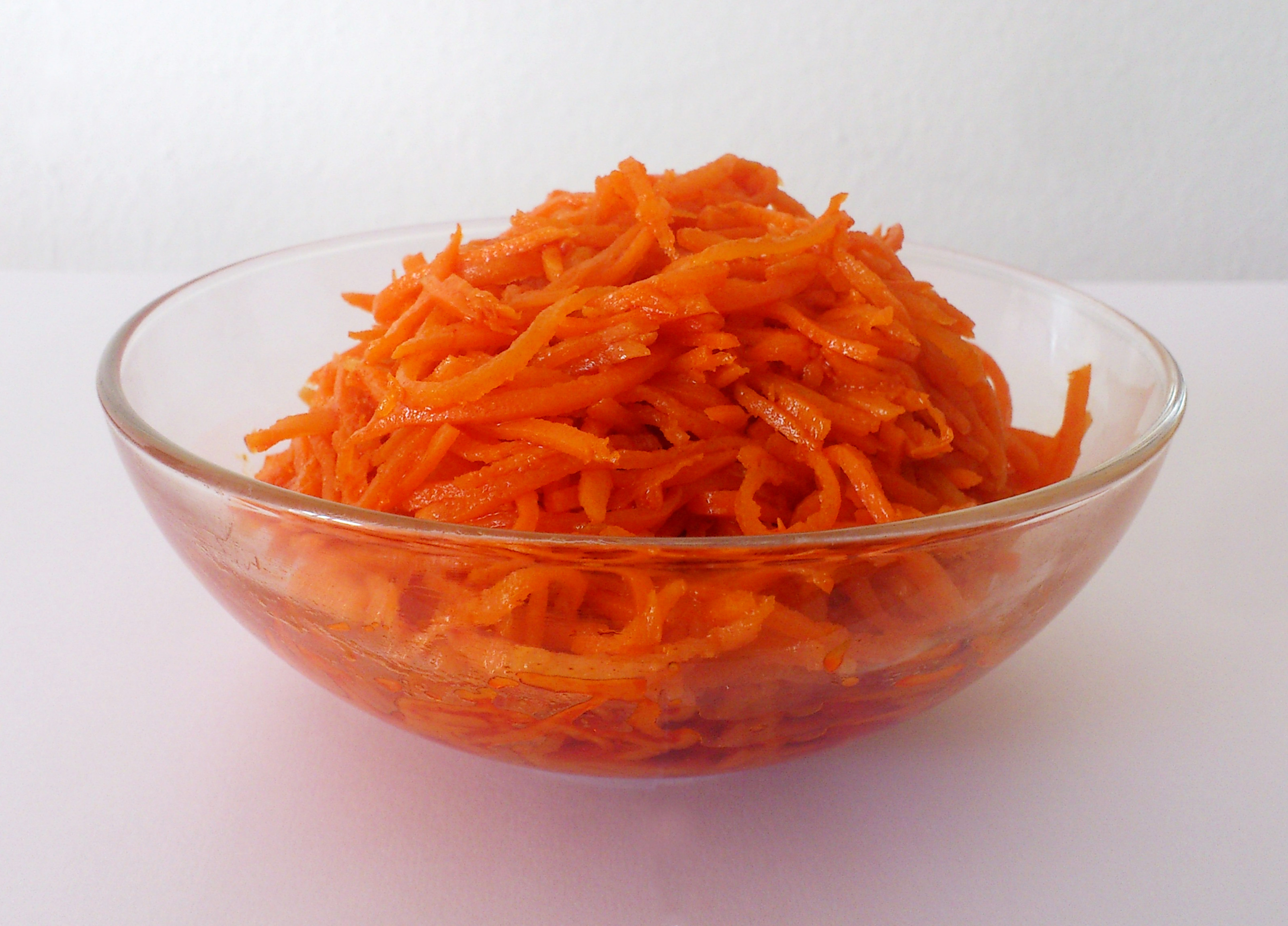
Marchewka po koreańsku, najbardziej rozpoznawalny element kuchni Korio-saram.

## Znani przedstawiciele
Wśród znanych przedstawicieli są między innymi: piosenkarz Wiktor Coj, pisarz Anatolij Kim, gimnastyczka Nelli Kim, piosenkarka Anita Coj i inni.